# Feaellidae
Famille
Les Feaellidae sont une famille de pseudoscorpions. 
Elle comporte près de 40 espèces dans six genres actuels.

## Distribution
Les espèces de cette famille se rencontrent en Afrique subsaharienne, en Asie, au Brésil et en Australie.

## Liste des genres
Selon Pseudoscorpions of the World (version 3.0),, :
- Feaellinae Ellingsen, 1906
  - Antsirananaella Lorenz, Loria, Harvey & Harms, 2022
  - Feaella Ellingsen, 1906
  - Iporangella Harvey, Andrade & Pinto-da-Rocha, 2016
  - Mahajanganella Lorenz, Loria, Harvey & Harms, 2022
  - Toliaranella Lorenz, Loria, Harvey & Harms, 2022
- Cybellinae Judson, 2017
  - Cybella Judson, 2017
- † Archaeofeaellinae Kolesnikov, Turbanov, Eskov, Propistsova & Bashkuev, 2022
  - † Archaeofeaella Kolesnikov, Turbanov, Eskov, Propistsova & Bashkuev, 2022
- † Protofeaellinae Kolesnikov, Turbanov, Eskov, Propistsova & Bashkuev, 2022
  - † Protofeaella Henderickx, 2016

## Systématique et taxinomie
Cette famille a été décrite par Ellingsen en 1906.

## Publication originale
- Ellingsen, 1906 : « Report on the pseudoscorpions of the Guinea Coast (Africa) collected by Leonardo Fea. » Annali del Museo Civico di Storia Naturale di Genova, sér. 3, vol. 2, p. 243-265.